# Analfabetismo
El analfabetismo es la incapacidad de leer y escribir, la cual es consecuencia generalmente de la falta de aprendizaje y esta a su vez de la falta de recursos y por ello de carencias en la escolarización.

Según la ONU, una persona analfabeta es aquella que no puede decir ni hacer un simple mensaje relacionado con su vida diaria. En algunos países, la comprensión lectora puede ser deficiente a pesar de que su tasa de analfabetismo estricto (iletrismo) sea pequeña, pues leer no es solo conocer las letras, sino entender mensajes por escrito.
En algunos países las leyes abarcan condiciones especiales para analfabetos. Así, por ejemplo, el Código Civil de España establece que aquellos analfabetos que deseen otorgar testamento cerrado, y pidan a otra persona que se lo escriba, deben firmar en cada una de las páginas.
La Unesco no evalúa de forma independiente las tasas de alfabetización, sino que simplemente registra las que recibe de los gobiernos de cada país. Este organismo clasifica como territorio libre de analfabetismo aquellos que reportan una tasa de analfabetismo inferior al 5 %.
En la actualidad no poseer la capacidad de leer constituye un serio problema para el desarrollo individual y social. En la antigüedad la situación era completamente diferente, la persona analfabeta no veía limitado su desarrollo por carecer de la habilidad para leer y escribir, y el concepto que tenía la sociedad de ella era totalmente distinto al que tenemos hoy en día.

## Analfabetismo funcional y digital
A día de hoy se distinguen diferentes variantes de analfabetismo, entre los que se encuentra el analfabetismo funcional. La Dirección Nacional de Análisis e Información Educativa del Ecuador, realizó una investigación (2016) en donde agrupa en el término analfabetismo funcional a todas las personas que poseen algunos años de escolaridad y a pesar de ello no logran comprender lo que leen o escriben, y además no saben realizar operaciones matemáticas elementales. Afecta a las personas que fueron a la escuela sin adquirir el suficiente dominio de la lectura, escritura y aritmética para poder ser autónomas en actos sencillos de la vida cotidiana. 
El analfabetismo digital es un resultado de la nueva economía, que consiste en no poseer los rudimentos necesarios para usar las nuevas tecnologías, especialmente Internet, lo que contribuye a la brecha digital.

## Campañas contra el analfabetismo
Hoy en día muchos países con muchos analfabetos han puesto en marcha efectivos proyectos de erradicación del analfabetismo con sistemas que han demostrado alta efectividad. Por ejemplo, Perú está llevando a cabo una intensa capacitación, con la cual se persigue el objetivo de poder llegar a la gente de los pueblos más atrasados por medio de programas sociales y de la televisión, a fin de disminuir el analfabetismo. Siguiendo el modelo peruano en el Cusco, existe un programa que toma en consideración la realidad sociocultural y sociolingüística de la región de Cusco y el tratamiento lingüístico que se propone y aplica, que se realiza en dos idiomas: quechua y español.
El modelo cubano de alfabetización «Yo, sí puedo» se ha exportado a Bolivia, Ecuador, Honduras, Nicaragua y Venezuela. Uno de los objetivos del programa Yo, sí puedo es dirigirse a la población femenina, que es la principal víctima de esta discriminación. Hay una razón esencial para ello explicada por la pedagoga cubana Leonela Inés Relys Díaz, creadora del programa. 

La mujer es el centro de la familia. Quien primero va trasladando la lengua materna, la cultura, los valores, los modos de proceder, los sentimientos, es la mujer. Por eso la madre es el centro de la formación familiar. Una mujer culta, una mujer preparada, una mujer que sabe leer, una mujer que sabe escudriñar en los libros […] tiene una familia culta. Se preocupa y ocupa porque sus hijos asistan a la escuela. [El programa Yo, sí puedo da la prioridad a la mujer] por su nivel de influencia en la formación de la familia, de los hijos, de los nietos y hasta de los esposos. 

La Campaña Bolivariana de Alfabetización, ha sido producto de analizar la situación educacional de adultos en Venezuela y es la Misión Robinson la que ejecuta el plan de ir en busca de las personas ávidas de conocimientos básicos para que aprendan a leer y escribir. Es lanzada por el presidente Hugo Chávez en 2003 y dos años más tarde la Unesco reconoce a Venezuela como territorio libre de analfabetismo.
El 21 de diciembre de 2008, la Unesco y Evo Morales declararon a Bolivia un país libre de analfabetismo, con un índice de analfabetismo del 3,4 %.
El 22 de junio de 2009, la Comisión Verificadora de Alfabetización Nicaragüense anunció que Nicaragua se convertía en un país libre de analfabetismo, reduciendo sus estadísticas del 19 % al 4,73 %.
El 13 de junio de 2011, el Perú fue declarado como libre del analfabetismo por el presidente Alan García, al alcanzar una cifra menor al 3 % de la población en esta condición. Sin embargo se seguirá trabajando para reducir aún más la cifra.
La organización sin ánimo de lucro Alfabetización Sin Fronteras ha puesto en marcha de campañas en España y en Burkina Faso, uno de los países con la tasa de analfabetismo más alta del mundo.

## Caso de México
En el siglo XIX, se establece el primer antecedente de la necesidad de la educación en México, siendo una nación en vías del proceso independentista donde en 1814 se decretó el documento donde se establece a la instrucción como necesaria para todos los ciudadanos en su artículo 29.
Fue en 1917 cuando en la Constitución del país se establece como independiente de toda doctrina religiosa a la educación en México, citando el artículo tercero como: "habrá plena libertad de enseñanza, pero será laica la que se dé en los establecimientos oficiales de educación y gratuita la enseñanza superior y elemental, que se imparta en los mismos establecimientos". Y el carácter de obligatoria se da en el artículo 31 donde dice que son obligaciones de los mexicanos "hacer que sus hijos o pupilos concurran a las escuelas públicas o privadas, para obtener la educación, preescolar, primaria y secundaria, y reciban la militar, en los términos que establezca la ley". (Galván, 2019)
Para José Narro Robles y David Moctezuma Navarro, "La alfabetización debe servir, sobre todo, para que las personas participen de mejor manera, en condiciones de igualdad, en el mundo social; para contribuir a evitar la marginación y la exclusión; para que no existan estigmas que impidan a las personas conocer mundos distintos a los que ha-bitan, plenos de nuevos significados, información y culturas diferentes y enriquecedoras". También dicen: "Los 5,4 millones de personas analfabetas que existen en México representan 4,8 % de la población total. Los 6,1 millones que había en 1895 significaban casi 48 % de la población que entonces tenía nuestro país".

## Analfabetismo en África
El analfabetismo es uno de los mayores problemas que encara el continente africano. Esto se debe en gran medida a que es una de las regiones más extensas del mundo agobiada por la más alta tasa de analfabetismo, la cual supera el 40 % de la población mayor de 15 años. 
Es, asimismo, la zona del planeta donde se aprecia con mayor claridad la presencia de factores que contribuyen al analfabetismo: la proporción más alta de niños y niñas que no tienen acceso a la educación primaria, o que abandonan tempranamente la escuela (40 %); o que ni siquiera han llegado a adquirir las aptitudes básicas al finalizar la enseñanza primaria (50 %), con un alto riesgo de quedar sumidos en el analfabetismo.
En la declaración de las Naciones Unidas dentro del marco del Decenio de la Alfabetización (2003-2012) se reafirma que ésta constituye el pilar básico del derecho humano fundamental a la educación.
En este derecho se distinguen una serie de características esenciales: es inseparable del reconocimiento de la dignidad humana y, por tanto, tiene una dimensión universal en el sentido de que es reconocido para todas las personas, independientemente de su origen social, género, raza, etnia o edad
De los 907 millones de personas analfabetas el 13,89 % son jóvenes de 15 a 24 años, y más del 60 %, es decir, 2 de cada 3 son mujeres. Además, 250 millones de niños en edad de cursar educación Primaria, asistan o no a la escuela, carecen de las competencias básicas de lectura y escritura, y 57 millones no asiste a la escuela. Desde la ONU se advierte de que, de no poner remedio a esta situación, los países con mayores tasas de analfabetismo no podrán acceder a niveles elementales de desarrollo.
África tiene una de las mortalidades más altas del mundo, (180 mil), una de las esperanzas de vida más bajas (48 años) y uno de los índices más altos de personas analfabetas, que supera el 70 % en las zonas rurales. En el municipio de Kibala, (Kwanza Sul), situado en el Centro de Angola, una de las zonas más conflictivas durante la guerra civil (1975-2002), Manos Unidas financia desde 2007 a la Congregación de las Hijas de la Caridad en la realización de programas de alfabetización especialmente en la población rural y atención sanitaria. Actualmente se está capacitando a 13 alfabetizadores rurales y comprando material didáctico y libros, todo ello beneficiando directamente a 1153 personas e indirectamente a 5000.

## Relación entre la pobreza y el crimen
El analfabetismo constituye una de las grandes deudas que tiene la sociedad con quienes lo padecen. Limita el crecimiento de las personas y afecta su entorno familiar, restringe el acceso a los beneficios del desarrollo y obstaculiza el goce de otros derechos humanos. Saber leer y escribir es un logro, pero no es suficiente. Por ello, la alfabetización debe ir más allá de sólo enseñar a leer y escribir; tiene que procurar, en términos generales, proporcionar herramientas y valores para un mejor desempeño en la sociedad. (Robles, 2012)
En los países desarrollados, el nivel de alfabetización funcional de un individuo es directamente proporcional al nivel de ingresos e inversamente proporcional al riesgo de ser criminal. Por ejemplo, según el Centro Nacional para Estadísticas de la Educación en los Estados Unidos:
- Más del 60 % de los adultos en el sistema penitenciario estadounidense no saben leer o lo hacen por debajo del nivel de cuarto grado.
- El 85 % de los reclusos menores de edad estadounidenses son analfabetos funcionales.
- El 43 % de los adultos en el nivel más bajo de alfabetización vivía por debajo del umbral de pobreza, en comparación con el 4 % de los que tenían los niveles más altos de alfabetización.

Según begintoread.com:
- Dos tercios de los estudiantes que no saben leer con soltura en el cuarto grado van a terminar en la cárcel o necesitarán ayuda de instituciones públicas.
- Tres de cada cuatro personas que reciben cupones de alimentos leen en los dos niveles más bajos de alfabetización.